# Bergbronzemännchen
Das Bergbronzemännchen (Lonchura kelaarti) ist eine Art aus der Familie der Prachtfinken. Es werden drei Unterarten unterschieden. Von der IUCN wird diese Art als nicht gefährdet („least concern“) eingeordnet.

## Beschreibung
Bergbronzemännchen erreichen eine Körperlänge von 12 bis 13 Zentimetern und wiegen im Mittel 14,1 Gramm. Es besteht kein Sexualdimorphismus.
Beide Geschlechter sind auf der Körperoberseite überwiegend schokoladenbraun. Die Stirn ist etwas dunkler, der Bürzel ist abhängig von der Unterart braun oder schwarz. Die Oberschwanzdecken sind gelblich rotbraun und der Schwanz ist schwarzbraun. Die Zügel, die Kopfseiten sowie die Kehle und die Vorderbrust sind schwarz. Die Halsseiten sind fahl gelblichbraun. Die Augen sind braun, der Schnabel schwärzlich grau. Die Füße und die Läufe sind dunkel schiefergrau.
Jungvögel sind auf der Körperoberseite braun mit dunkleren Flügeln und einem dunklen Schwanz. Auf der Körperunterseite sind sie gelblich braun mit weißlichen Schaftstrichen.

## Verbreitung und Lebensweise
Bergbronzemännchen sind in Südostasien zuhause. Ihr Verbreitungsgebiet reicht dort von Sri Lanka bis ins östliche Indien. Sie leben dort in Höhenlagen bis zu 2.100 Metern. Im Bergland von Sri Lanka sind sie überwiegend zwischen 600 und 2.100 Höhenmeter anzutreffen, während der Regenzeit kommen sie jedoch auch auf Lagen von 200 Höhenmeter herunter. Ihr Lebensraum sind lichte Wälder, wo sie sich bevorzugt auf Waldlichtungen und an Waldrändern aufhalten sowie Grasflächen. Sie kommen aber auch auf Teeplantagen vor und brüten in den Gebüschen an Feldrändern. Vereinzelt nutzen sie sogar Rankpflanzen an Hauswänden.
Außerhalb der Brutzeit lebt diese Art in kleinen Gruppen.
Das Gelege besteht meistens aus vier bis sechs Eier. Diese werden 14 Tage lang bebrütet. Die Nestlingszeit beträgt 23 Tage. Die Jungen werden nach dem Verlassen des Nests weitere zwei Wochen von den Elternvögeln betreut.

## Unterarten
Es sind drei Unterarten bekannt:
- Lonchura kelaarti vernayi (Whistler & Kinnear, 1933) kommt im östlichen Indien vor.
- Lonchura kelaarti jerdoni (Hume, 1874)	ist im südwestlichen Indien verbreitet.
- Lonchura kelaarti kelaarti (Jerdon, 1863) kommt auf Sri Lanka vor.

## Haltung
Bergbronzemännchen werden nur sehr selten eingeführt und zählen nach wie vor zu den selten gehaltenen Prachtfinkenarten, wenn sie auch mittlerweile von einigen Züchtern regelmäßig nachgezogen werden. Die meisten der in Europa gehaltenen Bergbronzemännchen stammen nur von wenigen Ausgangspaaren ab, so dass es zunehmend zu Inzuchtdepressionen kommt. Daneben sind im Handel zahlreiche Hybriden von Bergbronzemännchen mit anderen Bronzemännchen sowie dem Japanischen Mövchen, einer domestizierten Form des Spitzschwanz-Bronzemännchen.

## Belege

### Einzelbelege
1. ↑   BirdLife Factsheet, aufgerufen am 6. Juli 2010
2. ↑  IOC World bird list Waxbills, parrotfinches, munias, whydahs, Olive Warbler, accentors, pipits
3. ↑   Nicolai et al., S. 317